# Mike Ashley (Geschäftsmann)

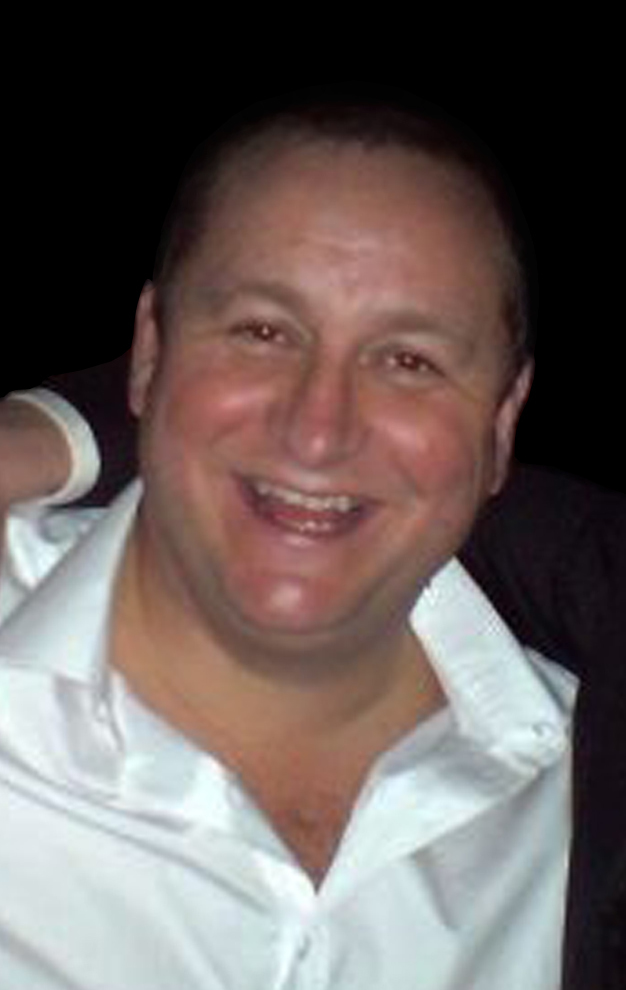
Mike Ashley (2008)

Mike Ashley (* 9. September 1964 in Walsall, West Midlands) ist ein britischer Manager.

## Leben
Ashley besuchte die Burnham Grammar School. Er gründete das britische Unternehmen Sports Direct (Ende 2019 umbenannt in Frasers Group). Im Jahr 2007 erwarb er den britischen Fußballclub Newcastle United und wurde dessen Präsident. 2021 verkaufte er den Club.
Ashley ließ sich 2003 von seiner Ehefrau Linda Ashley, die er 1988 geheiratet hat, scheiden. Das Paar hat drei Kinder.
Mike Ashley ist Milliardär. Gemäß dem US-Wirtschaftsmagazin Forbes hat er ein Vermögen von ca. 5,0 Milliarden US-Dollar (Stand: 2023). Damit belegt Mike Ashley auf der Forbes-Liste 2023 der reichsten Menschen der Welt Platz 553.